# Musée archéologique de Brumath
Le Musée archéologique de Brumath est un musée archéologique situé dans la ville éponyme, département français du Bas-Rhin. Il est installé dans les caves voûtées de l'ancien château des Hanau-Lichtenberg.

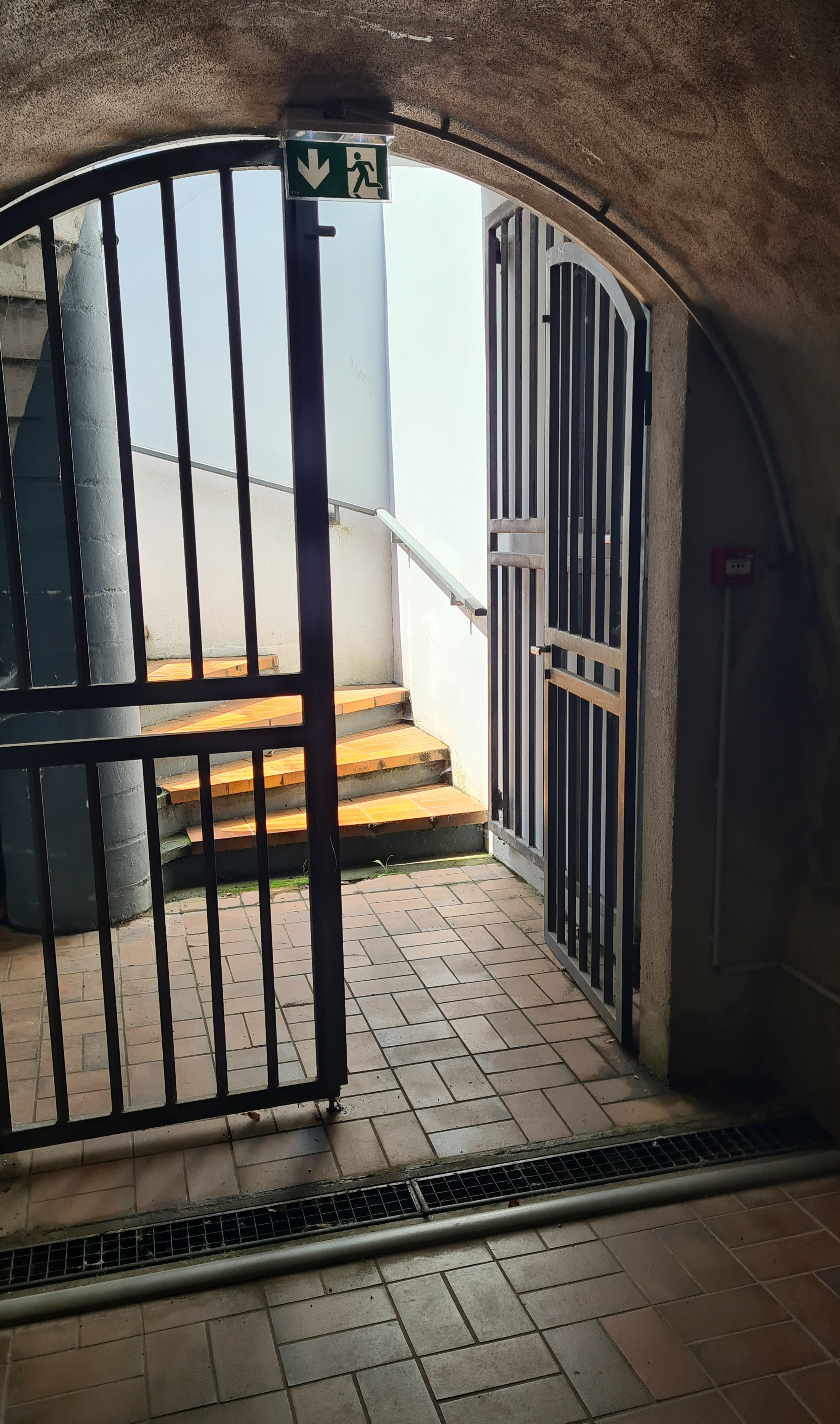
Accès aux caves abritant le musée.

Les objets exposés se rapportent à l'époque préhistorique, protohistorique et surtout gallo-romaine, période qui vit la cité de Brocomagus occuper une place de premier plan dans la région.
Animé par des bénévoles, le musée est accessible sur rendez-vous et l'après-midi à quelques dates précises : lundi de Pâques, 1er mai, 8 mai, lundi de Pentecôte, 1er et 3e dimanche de juillet, 1er et 3e dimanche d'août, 3e dimanche de septembre, ainsi que lors des Journées du Patrimoine et des Journées de l'archéologie

## Histoire

### Premières collectes
Dès le 18e siècle, l'historien Jean-Daniel Schoepflin constitue, outre sa remarquable bibliothèque, une collection d'objets archéologiques acquis au cours de ses voyages en Europe, mais également localement, notamment plusieurs sculptures mises au jour à Brumath. La plus grande partie de ces pièces (livres et objets), réunis dans la Bibliothèque de la ville de Strasbourg est détruite en 1870 par les obus prussiens, mais des inventaires en conservent le souvenir. Y figurent notamment une borne milliaire au nom de l'empereur Valérien ou la représentation d'une divinité masculine, un dieu barbu, dédiée à Eruma, retrouvée dans les fondations d'une maison de Brumath.

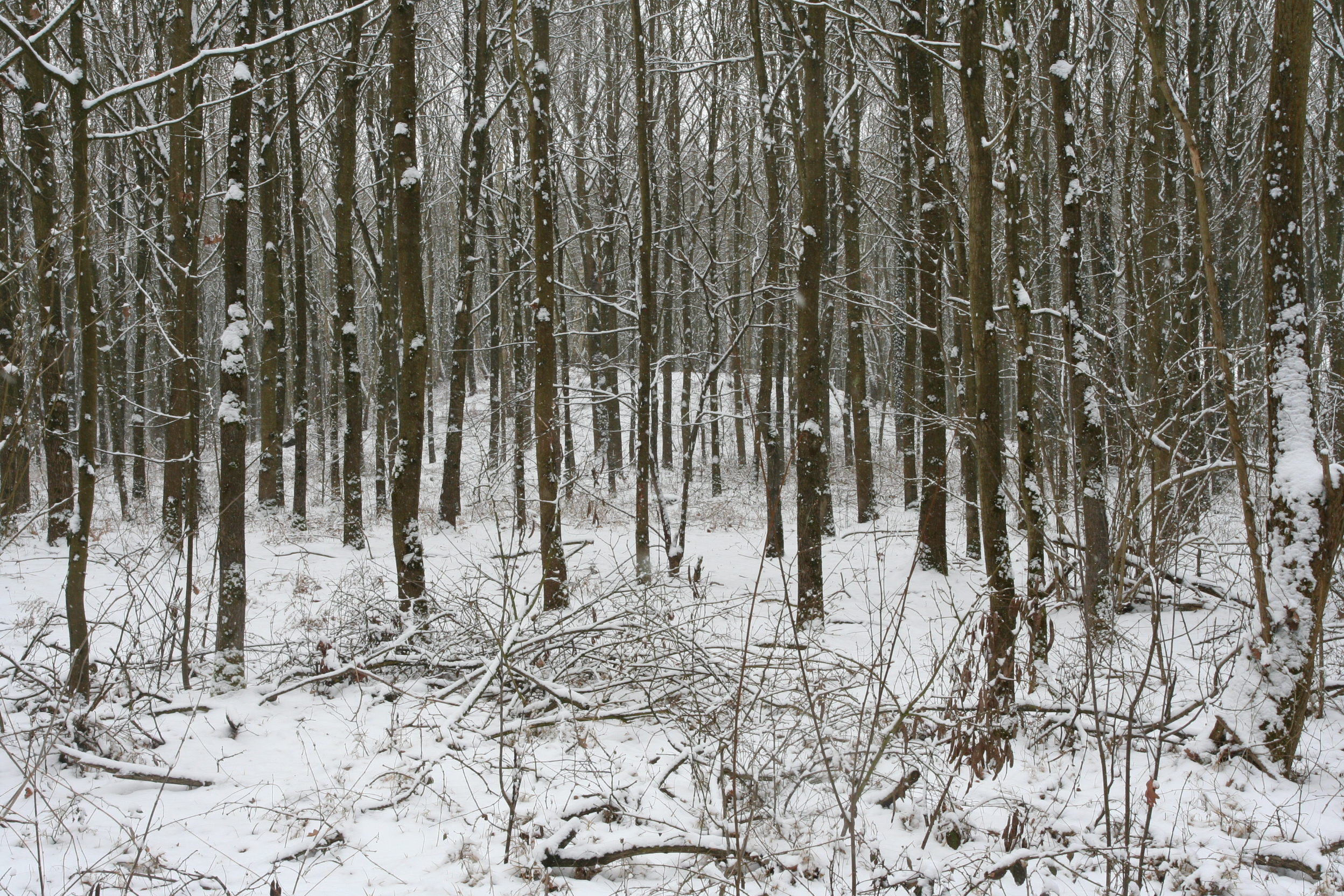
Tumulus dans la forêt de Brumath.

Au 19e siècle les chercheurs portent leur intérêt vers les  nécropoles tumulaires. La première mention d'une « fouille » est datée de 1815. La Société pour la conservation des monuments historiques d'Alsace, créée en 1855, prend en main l'activité archéologique dans la région.
Dès octobre 1857, Maximilien de Ring entreprend des explorations méthodiques à l'aide d'ouvriers mis à disposition par la Mairie. En 1858 il publie Les tombes celtiques de la forêt de Brumath, suivi par d'autres ouvrages sur les tertres funéraires de l'Alsace.

De son côté, Louis Schnoeringer, un médecin ayant ouvert son cabinet à Brumath en 1849, qui rejoint bientôt la société savante, réunit à titre personnel de nombreux objets, constituant une sorte de cabinet d'antiquités à son domicile. Cependant, après sa mort, la collection est d'abord acquise par l'industriel mulhousien Frédéric Engel-Dollfus et aujourd'hui conservée au Musée historique de Mulhouse.
Les investigations se poursuivent au début du 20e siècle. Ainsi un tumulus protohistorique de la forêt de Brumath est fouillé en 1923. Un autre médecin, le naturaliste Henri Ulrich, explore de nouveaux tertres en 1939, mais ces travaux sont interrompus par la Seconde Guerre mondiale.

### Création d'un musée
Cependant le musée actuel trouve véritablement son origine en 1964, lorsque les premières poteries romaines sont mises au jour sur un chantier situé à Brumath même, au 30 de l'actuelle rue des Romains. Un groupe d'amateurs d'archéologie se constitue et, grâce à des prêts de particuliers, une première exposition se tient en 1966 à l'hôtel de ville sous le thème « Le passé de Brumath » (du néolithique au 19e siècle), suivie en 1968 par la publication d'un ouvrage, Brumath, destin d'une ville.
La même année, des fondations de thermes romains sont découverts dans un lotissement de la rue du général Rampont (renommée depuis « rue des Thermes »). L'ampleur des vestiges conduit le Service des Antiquités historiques, avec le consentement de la municipalité et des propriétaires, à entreprendre une fouille archéologique du site. Très populaire, cette campagne mobilise tant les membres de la Société d'histoire et d'archéologie de Brumath (SHAB), tout juste créée, que des amateurs et des élèves de la région. On dégage ainsi les fondations d'un ensemble de bains publics du 2e siècle, chauffés à l'air chaud (hypocauste).

Chantiers de fouilles dans la ville.
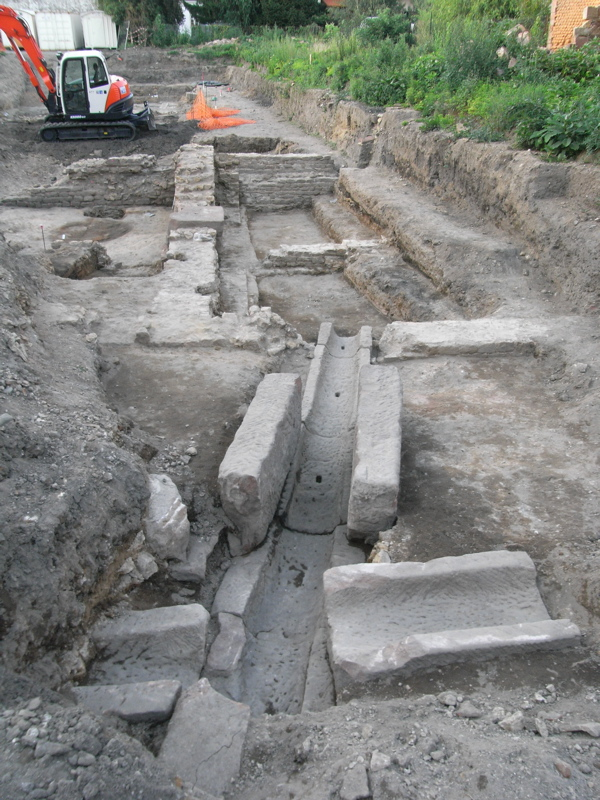
Thermes rue Rampont.
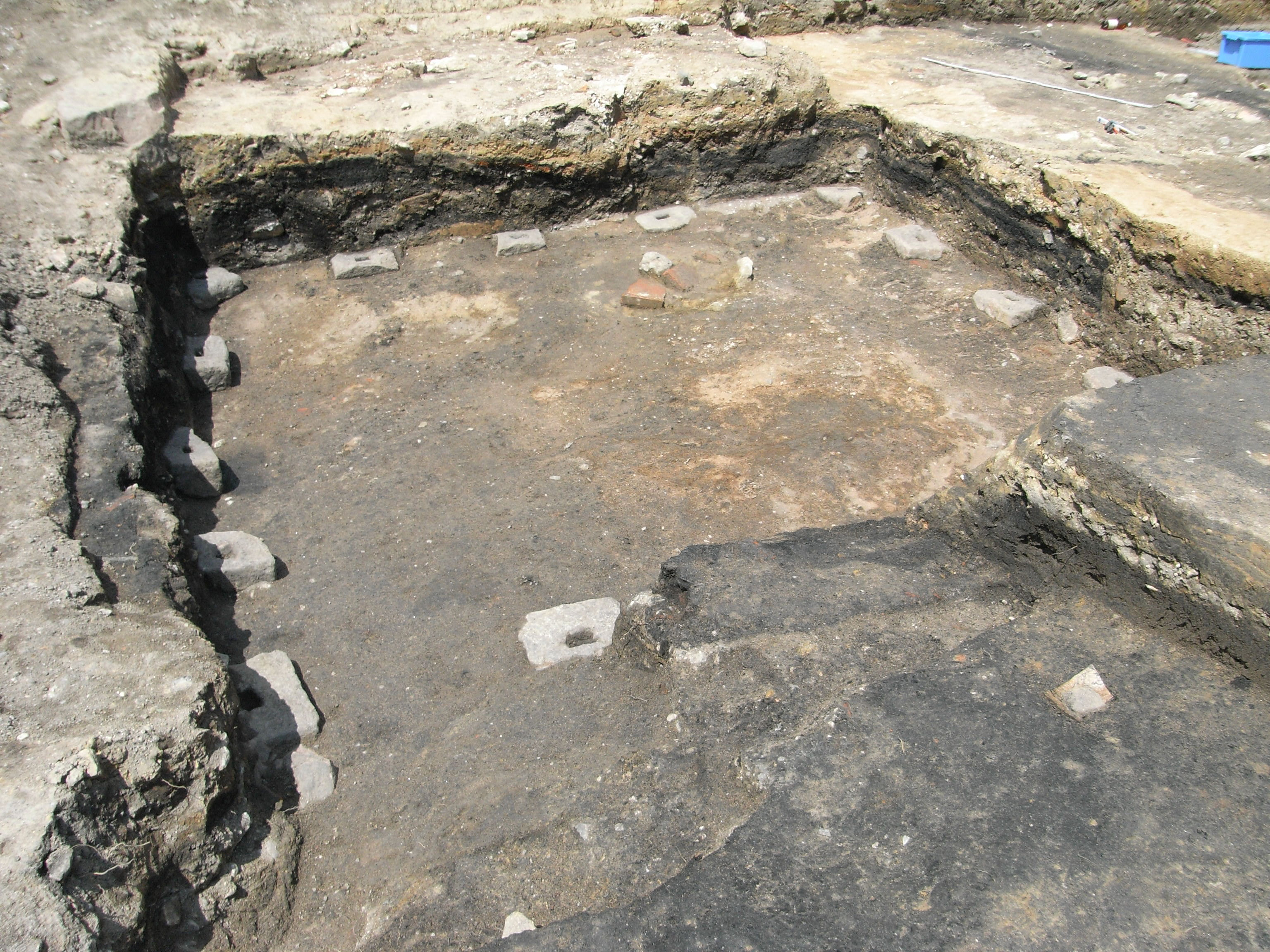
Cave romaine sur dès en grès.

En 1968-1970, la mise en place du réseau d'assainissement permet la découverte de nombreux objets de l'époque romaine : céramiques, sculptures, bronzes. En outre l'extension du premier lotissement met en évidence le quartier des potiers romains, installés au bord de la route vers Mayence passant par Seltz – alors une voie importante. De nouvelles fouilles contribuent à reconstituer le plan d'urbanisme de l'ancien Brocomagus.

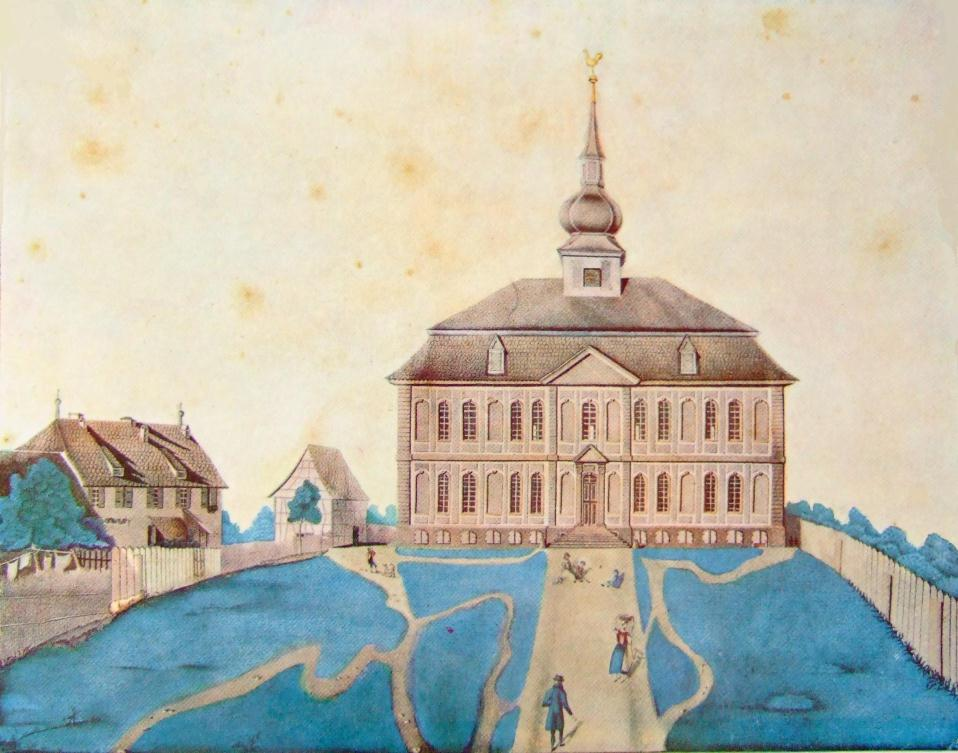
Représentation du château (1818), transformé en église.

Très active, l'association souhaite se doter d'un local, qu'elle trouve au sous-sol de l'église protestante, installée depuis 1804 dans l'ancien château des comtes de Hanau-Lichtenberg. Après trois ans de travaux, le musée est ouvert au public le 6 mars 1971.
Entre 1970 et 1975, la SHAB présente trois expositions historiques dans la grande salle de l'hôtel de ville.
La première, « Le chanvre, de la graine à l'étoffe », s'ouvre en 1972. Les différents outils et objets présentés s'accompagnent de démonstrations de techniques de filage et de tissage.
La seconde, en 1973, est consacrée à l'imagerie populaire aux 18e et 19e siècles à Brumath et dans les environs : souhaits de baptême, souvenirs de confirmation, de conscription, de mariage, textes mortuaires.
En 1975 la troisième met à l'honneur un ancien métier, le tuilier. L'un des derniers artisans locaux façonne en public des tuiles d'argile dites Bieberschwanz (queue de castor). De nombreuses tuiles décorées en provenance de Brumath sont exposées.

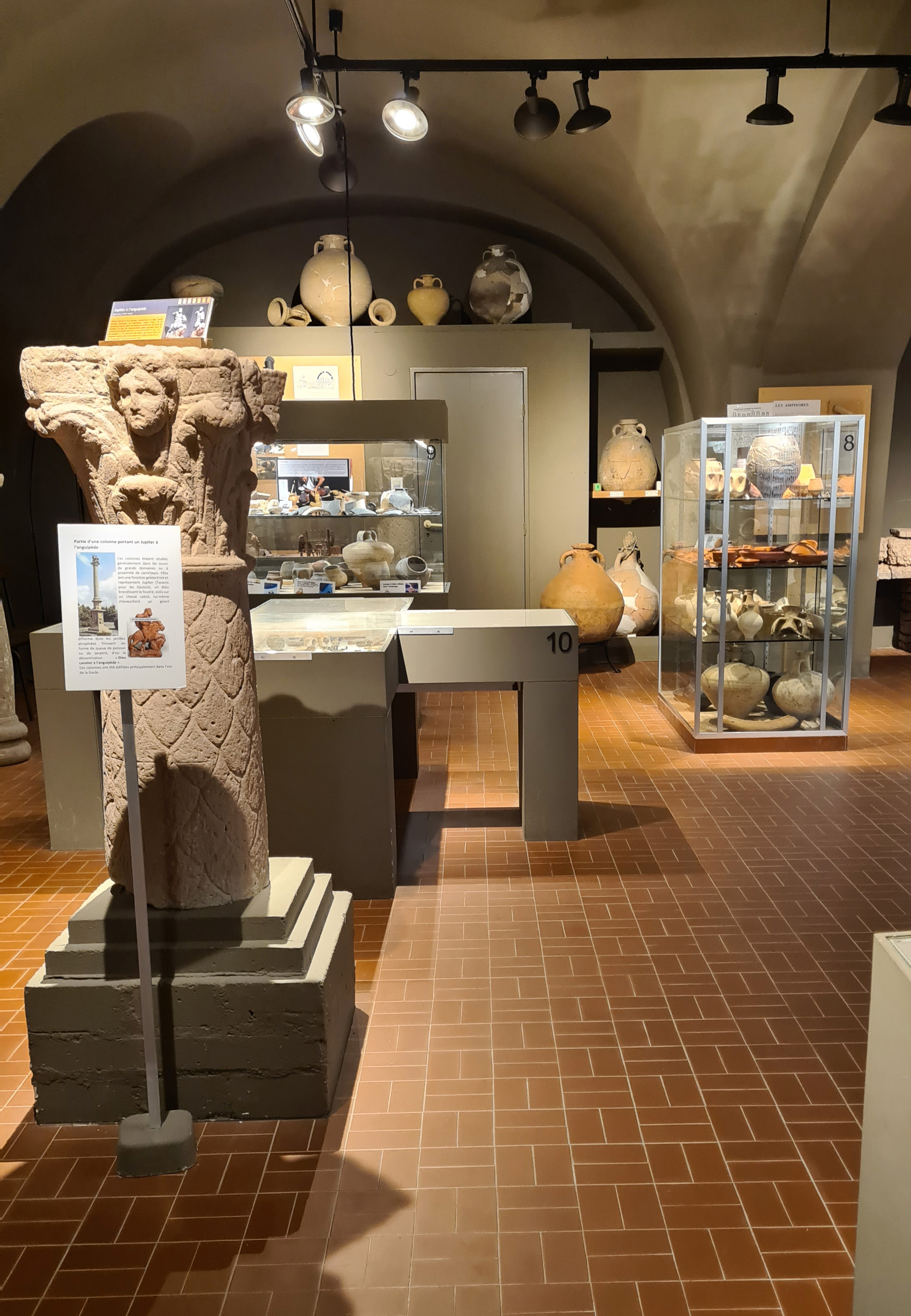
Salle d'exposition (2025).

En 1979, la paroisse protestante décide d'aménager un foyer paroissial au sous-sol de l'église et le musée est alors associé à ce projet qui vise aussi la mise en conformité des locaux aux normes en vigueur. La salle d'exposition de 30 m2 est agrandie, des vitrines sont installées, complétées par l'étiquetage et la description des pièces.
L'inauguration du musée rénové a lieu le 8 avril 1983. La location au « franc symbolique » est d'une durée de neuf années consécutives avec tacite reconduction à partir de cette date. La même année, lors d'une assemblée générale, l'association SHAB modifie légèrement sa dénomination, pour devenir la Société d'Histoire et d'Archéologie de Brumath et environs (SHABE). Une revue est également créée, alors distribuée à 268 abonnés. Une centaine d'exemplaires sont envoyés aux CDI des collèges du département.
En 2005 le musée subit une profonde transformation et se dote d'une muséographie plus contemporaine. L'accent est mis sur la pédagogie et à partir de la rentrée 2009-2010 le musée noue des relations privilégiées avec les écoles élémentaires de la communauté de communes de la région de Brumath.
Statue de Marcus Ulpius TertiusEn 2019 une statue contemporaine en bronze, réalisée par l’artiste polonais Piotr Bogdaszewski dans le cadre d’une opération de mécénat, est érigée dans la cour du château, à l'entrée du musée, puis inaugurée lors des Journées du Patrimoine. Elle représente Marcus Ulpius Tertius, soldat et cavalier triboque originaire de la région de Brocomagus, ayant rejoint les gardes du corps de l'empereur Trajan. Il est représenté vêtu en notable romain, Brumath souhaitant ainsi rappeler son prestigieux passé de capitale de cité pendant la période de l'Antiquité gallo-romaine.
En 2024 le bilan est en demi-teinte. Les restrictions budgétaires, tant globales que locales, auxquelles s'ajoute un cadre légal de plus en plus contraignant dans le domaine de la construction, ont pratiquement conduit à l'arrêt des fouilles dans le sous-sol brumathois. La SHABE se tourne donc vers d'autres activités : accueil de stagiaires, inventaires, publications, mais aussi animation des ouvertures du musée avec une troupe de « reconstituteurs ».

## Association (SHAB, puis SHABE)
La Société d'histoire et d'archéologie de Brumath (SHAB) est créée en 1968, renommée SHABE (Société d'histoire et d'archéologie de Brumath et environs) en 1983. Jean-Jacques Kientz, à l'origine des découvertes romaines de 1964, en est le premier président. Après avoir occupé cette fonction pendant 35 ans, il la quitte volontairement en 2003 (puis meurt en 2005). Charles Muller lui succède alors et reste à ce poste jusqu'en 2015. À son tour, Louis Ganter, qui faisait partie des membres fondateurs, préside l'association de 2015 à 2024. Puis c'est l'architecte Jean-Claude Goepp qui prend la relève.
La SHABE publie un bulletin annuel.

## Collections du musée
Les collections du Musée archéologique de Brumath proviennent essentiellement du sous-sol de cette commune. Néanmoins, un certain nombre de pièces ont été découvertes dans des lieux plus éloignés, comme Bischwiller, puis données au Musée, ce qui a motivé en 1983 la transformation du nom de la SHAB en Société d'Histoire et d'Archéologie de Brumath et environs (SHABE). En revanche, nombreux sont les objets provenant de Brumath qui ont été remis autrefois à des musées plus importants, qui avaient  eu  l'avantage d'être créés bien avant celui de Brumath, tout particulièrement le Musée archéologique de Strasbourg devenu Musée classé par l'État en 1947. 
Celui-ci a toutefois rendu hommage à l'importance de l'apport brumathois dans ses collections en organisant en 2015 au Palais Rohan de Strasbourg une grande exposition associant découvertes anciennes et travaux récents. 

### Paléolithique (200 000 à 8000 avant notre ère)

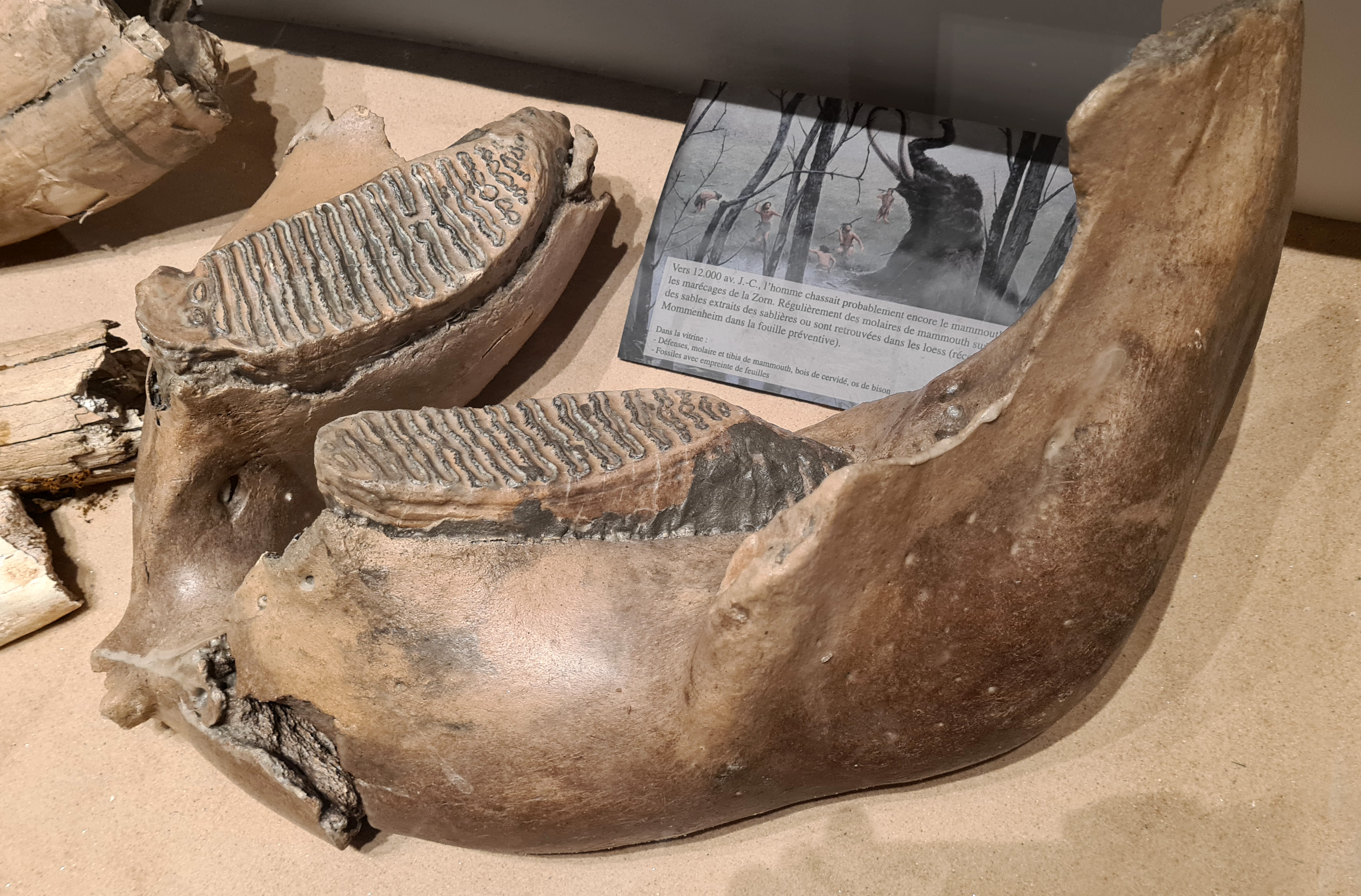
Mandibule de mammouth avec deux dents.

Quelques éléments de faune paléolithique, en l'occurrence des fragments osseux de mammouth sont regroupés dans une vitrine. La pièce la plus remarquable est une mandibule de mammouth (Elephas primigenius) pourvue de ses deux dents.

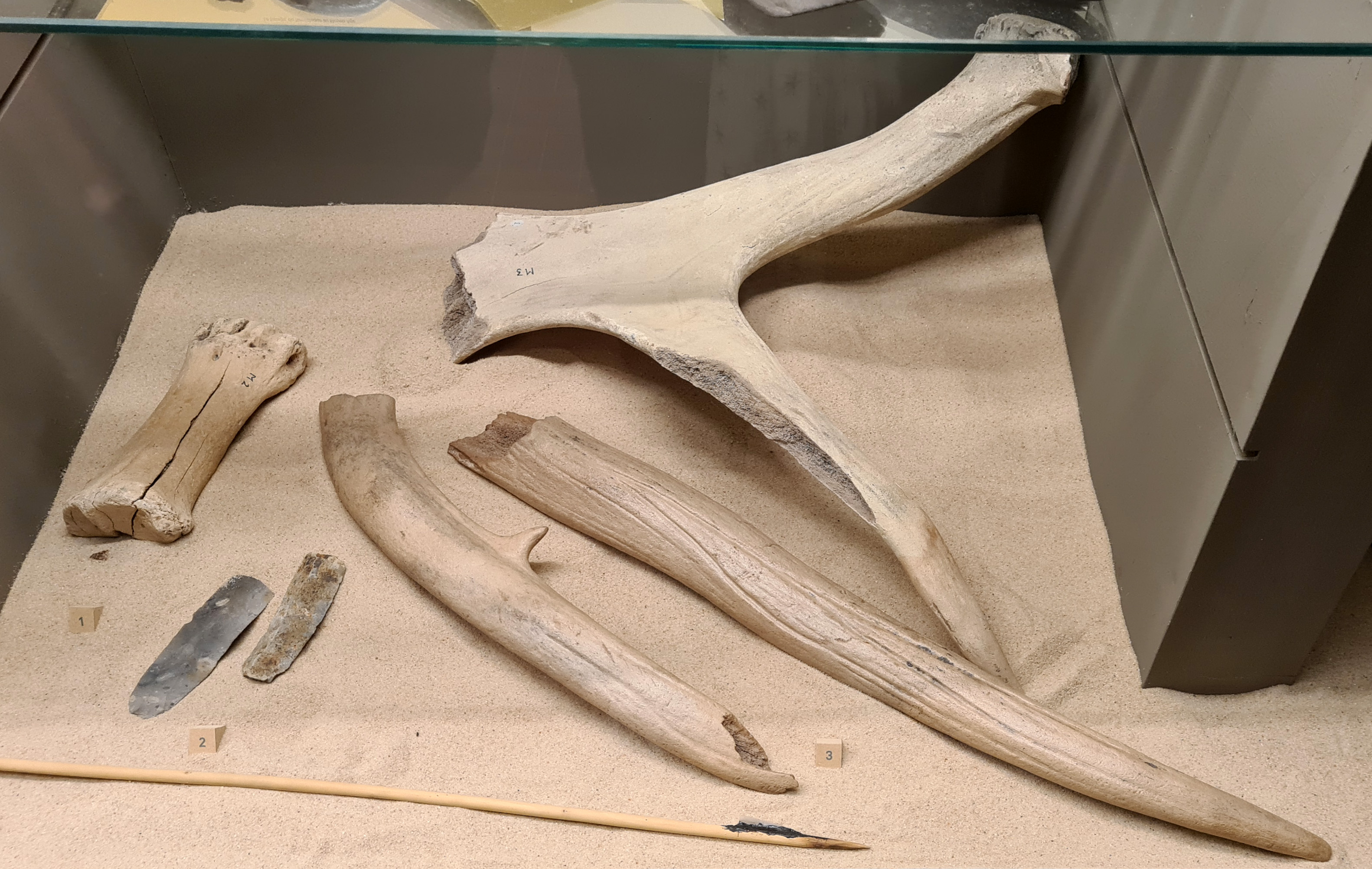
...

Dans une autre vitrine consacrée à la préhistoire se trouvent, outre une patte de bison, plusieurs parties de bois de cerf mégaceros. Ces vestiges de faune du quaternaire, profondément enfouis sous la plaine d'Alsace au milieu des alluvions fluviales ont réapparu lors de l'exploitation de gravières.

### Le néolithique (5500-2000 avant n.e.)

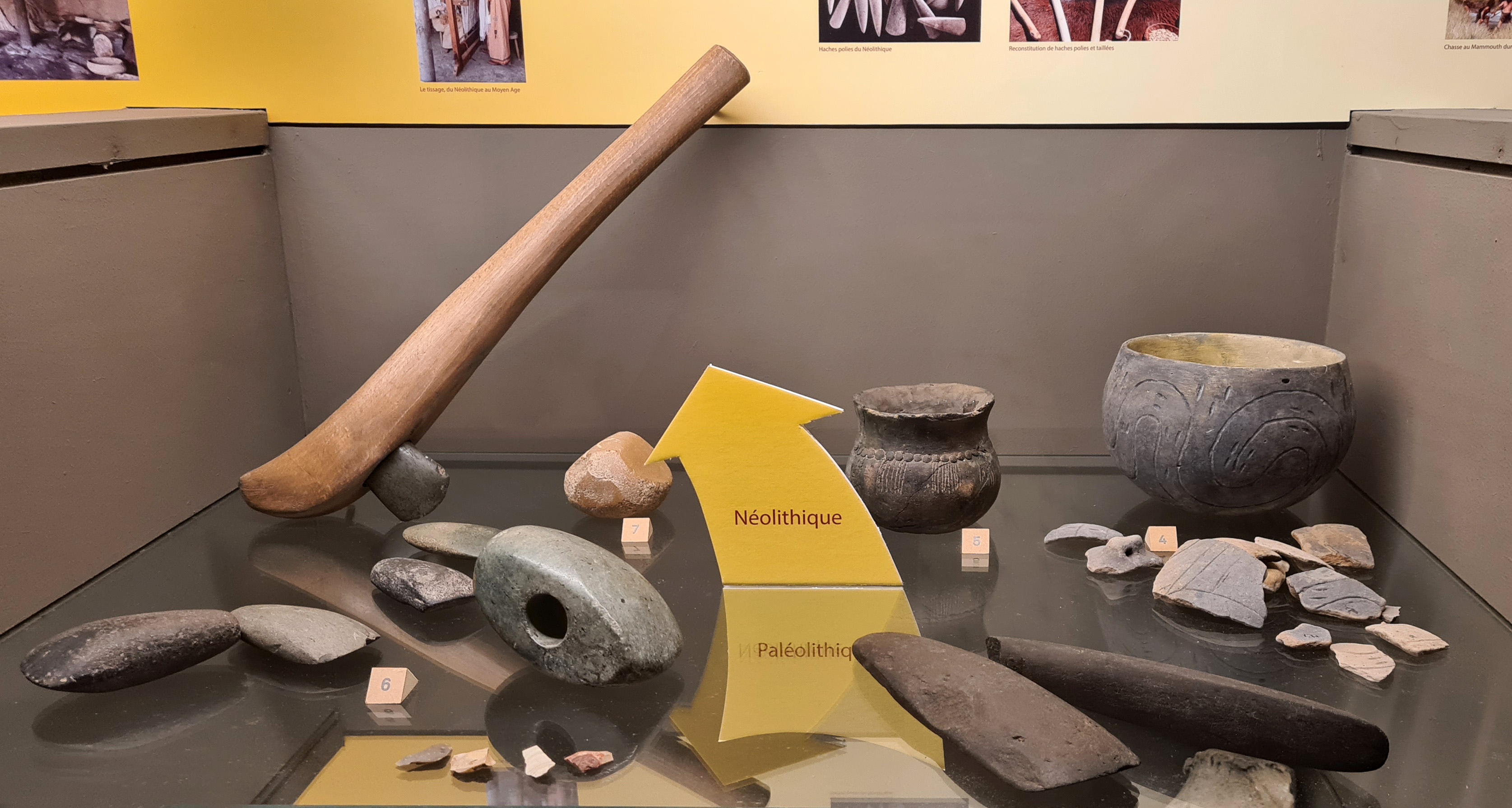
Vitrine du Néolithique.

Quelques tessons de céramique rubanée, trouvés avenue de l'Europe témoignent d'une installation humaine à Brumath au début du néolithique, les terres de loess fertiles qui ont attiré les premiers agriculteurs étant en effet nombreuses au nord de la ville.

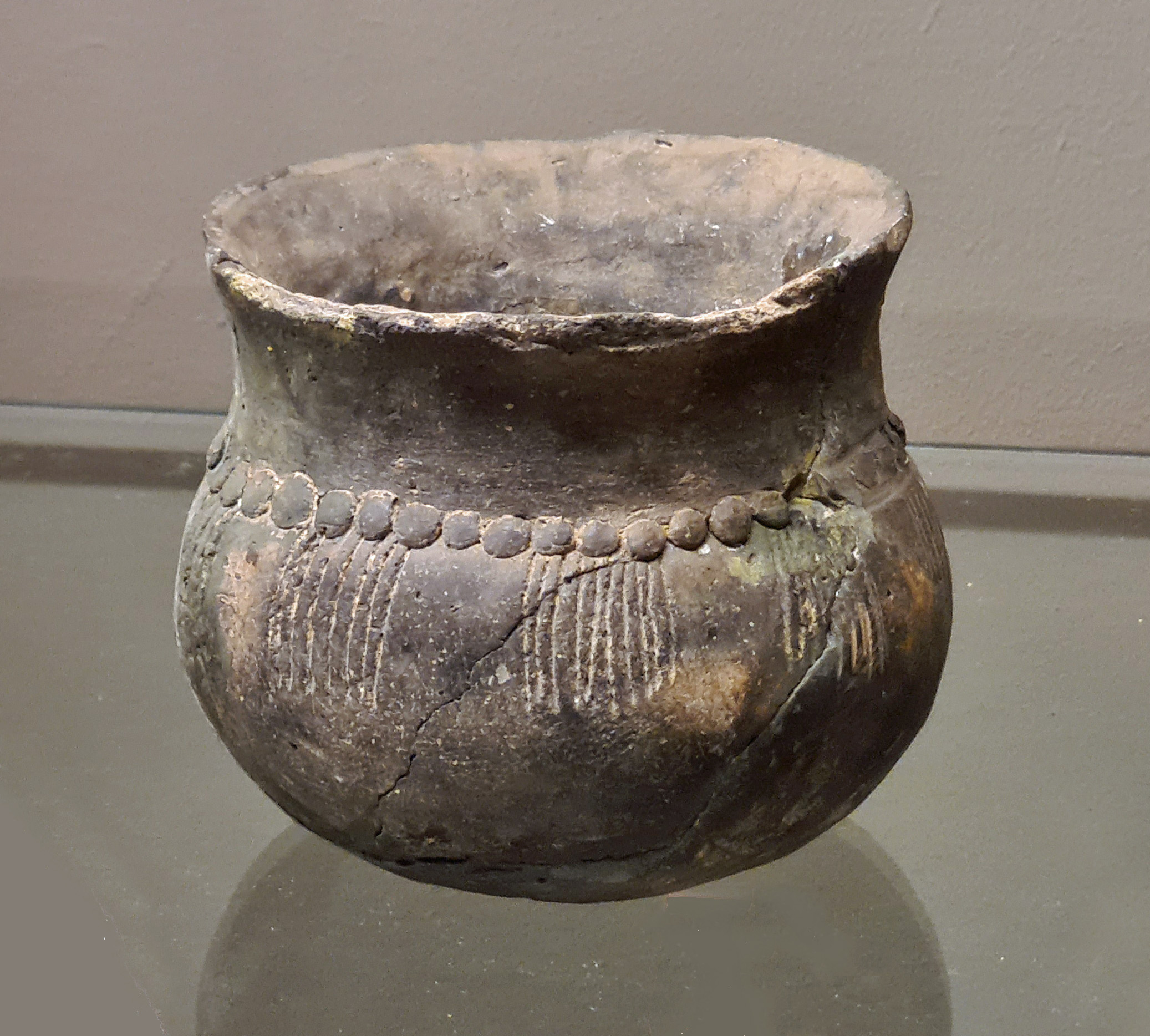
Gobelet orné de pastilles.

Un petit gobelet à fond rond, orné de pastilles appliquées à la base du col éversé d'où partent de fines stries, est un exemplaire intéressant de la culture du néolithique moyen appelée « groupe d'Entzheim », provenant de Hochfelden. Les haches polies, ainsi que la hache-marteau perforée ont été confectionnées à différentes périodes du néolithique.